# 圣多纳 (多姆山省)
圣多纳（法語：Saint-Donat，法語發音：[sɛ̃ dɔna]）是法国多姆山省的一个市镇，位于该省西南部，属于伊苏瓦尔区。

## 地理
圣多纳（45°28'9"N, 2°43'7"E）面积33.27 平方千米，位于法国奥弗涅-罗讷-阿尔卑斯大区多姆山省，该省份为法国中南部省份，北起阿列省接壤，东临卢瓦尔省，南至上盧瓦爾省和康塔爾省，西接科雷兹省和克勒兹省。
与圣多纳接壤的市镇（或旧市镇、城区）包括：塔朗泰讷河畔尚-马尔沙勒、巴尼奥勒、沙斯特雷、克罗、皮什朗德、圣热内尚佩斯普。

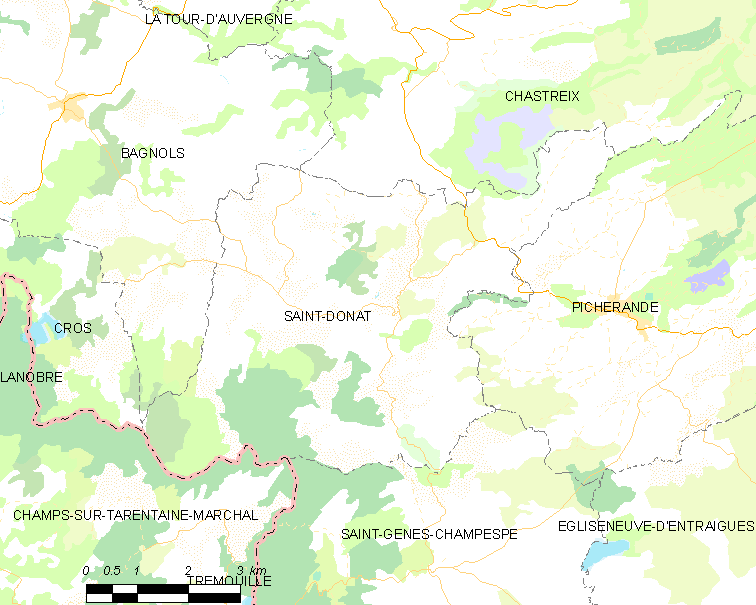
的OSM定位图

圣多纳的时区为UTC+01:00、UTC+02:00（夏令时）。

## 行政
圣多纳的邮政编码为63680，INSEE市镇编码为63336。

## 政治
圣多纳所属的省级选区为勒桑西县。

## 人口

1962-2008年间人口变化图示

圣多纳于2022年1月1日时的人口数量为198人。